# Сириций
Сириций (на латински: Siricius PP.) е римски папа от 15 ноември 384 г. до 26 ноември 399 г.
Той е първият епископ, който носи титлата „Pontifex Maximus“ (след отказването от нея от римския император Грациан).
Според Liber Pontificalis той е римлянин и е син на някой си Тибутрио.
Сириций е първият папа, чиито послания по частни въпроси (декреталии) започнали да се приемат като прецедент, по който може да се вземат решения и по други въпроси. Приемали се като вид закон.
Погребан е в базиликата на св. Силвестър.
През 1748 г. е канонизиран. Паметта му се почита на 26 ноември.